# Гіора Епштейн
Гіора Епштейн (івр. גיורא אפשטיין, пізніше Гіора Евен (івр. גיורא אבן); 20 травня 1938 — 19 липня 2025) — бригадний генерал Повітряних сил Ізраїлю, один з найрезультативніших асів, якому належить 17 повітряних перемог: 16 проти єгипетських літаків та одна проти єгипетського гелікоптера Мі-8. З 1961 року до 26 травня 1997 року був активним пілотом ПС Ізраїлю. Як і низка льотчиків ПС Ізраїлю, після відставки працював пілотом авіакомпанії El Al.
Завдяки 16 повітряних перемог над єгипетськими винищувачами він посів третє місце після Миколи Сутягіна (22) та Євгена Пепеляєва (19) за кількістю перемог у боях реактивних літаків, а також перше місце проти надзвукових винищувачів з 15 перемогами.

## Біографія
Народився 1938 року в кібуці Негба в сім'ї польських іммігрантів. У молодому віці розвинув пристрасть до авіації, спостерігаючи за прольотами літаків ПС Ізраїлю над його кібуцем. Під час навчання у старшій школі працював добровольцем у скаутському загоні кібуцу Гіват Бреннер.
1956 року вступив до лав Армії оборони Ізраїлю (ЦАХАЛ) та розпочав навчання в 4-й повітряно-десантній дивізії. З початком Суецької кризи його перевели до Артилерійського корпусу ПС Ізраїлю. Спочатку його не прийняли до льотної школи через хворобу серця, а пізніше він пішов добровольцем-десантником до батальйону «Ефа» бригади десантників. Під час подорожі з демонстраційною командою парашутного спорту ЦАХАЛу Епштейн змінив своє прізвище на Евен («камінь» на івриті). 1959 року залишив ЦАХАЛ, але за три роки повернувся як інструктор з парашутного спорту і повторно подав заявку до льотної школи. Після отримання медичного дозволу його прийняли.
Після закінчення навчання з відзнакою 1963 року Епштейна призначили пілотом гелікоптерів у 124-й ескадрильї. Незадоволений цією посадою, він звернувся до командира ПС Ізраїлю Езера Вейцмана, який особисто зустрівся з ним. За словами Епштейна, Вайцман сказав йому: «Слухай, лайнюку, я не міг спати всю ніч через тебе. Збирай валізи та йди до винищувальної ескадрильї. Я більше не хочу про тебе чути». Після обміну його призначили до винищувальної ескадрильї «Міраж». Невдовзі він отримав прізвисько «Соколине Око» або «Орлине Око» завдяки своєму надзвичайному зору. Епштейн нібито міг помічати літаки на відстані 38,4 км — втричі кращий результат звичайного пілота.

## Перемоги: 1967—1973

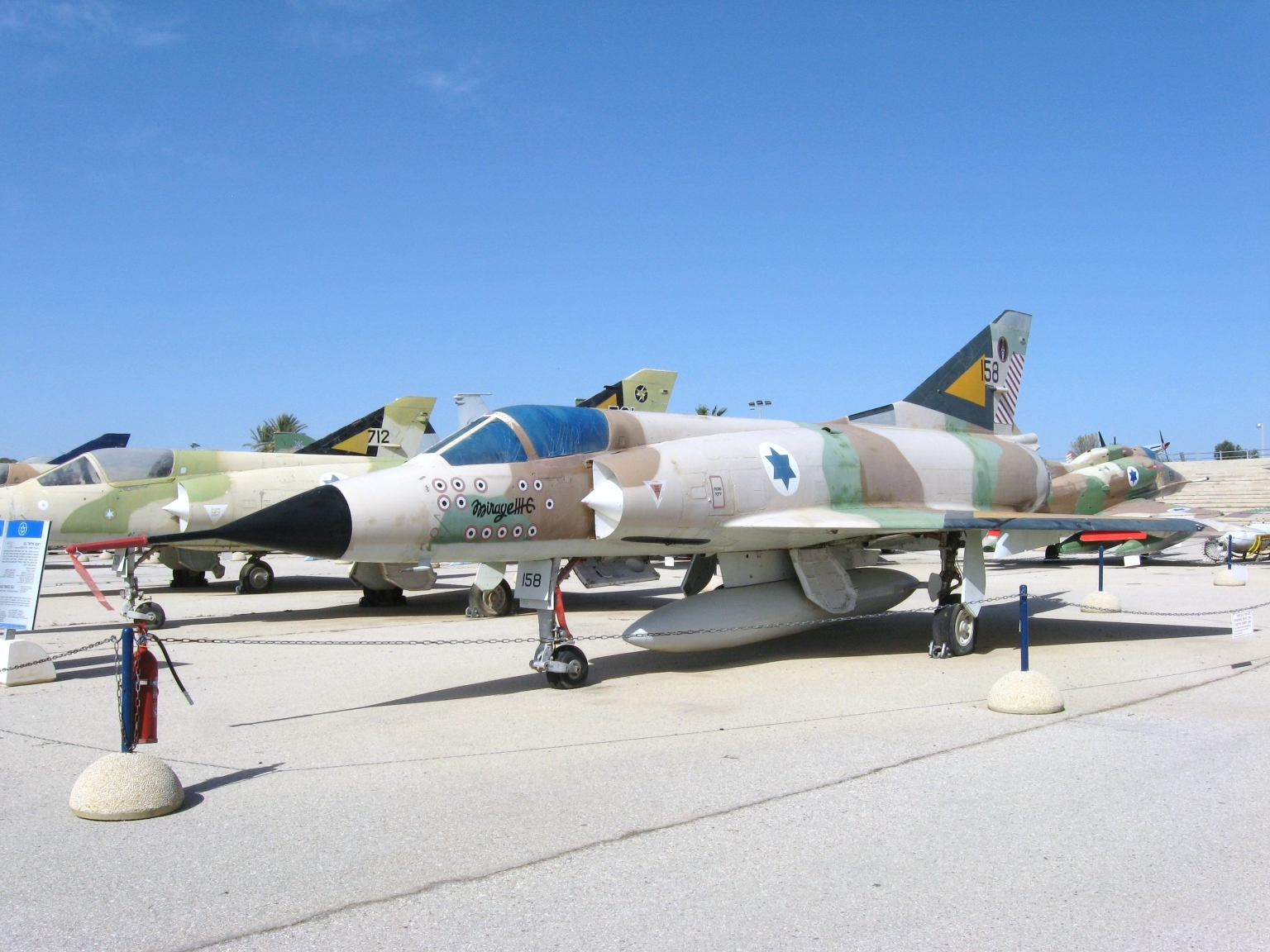
Mirage IIICJ ПС Ізраїлю

6 червня 1967 року здобув першу повітряну: збив єгипетський Су-7 в Ель-Аріші на винищувачі Dassault Mirage III під час Шестиденної війни. Під час Війни на виснаження у 1969—1970 роках збив ще чотири літаки: МіГ-17, ще один Су-7 та два МіГ-21. Збиття п'яти літаків у повітрі принесло йому звання «льотчика-аса.
Решту 12 повітряних перемог здобув під час війни Судного дня 1973 року, відігравши важливу роль в її початку. 6 жовтня 1973 року після злетів літаків на єгипетських і сирійських авіабазах Епштейн о 14:00 активував попереджувальні сирени у всьому Ізраїлю, що сповістило про початок війни. Між 18 і 20 жовтня він збив єгипетський гелікоптер Мі-8 та вісім реактивних літаків: два Су-7, два Су-20 та чотири МіГ-21. В одному повітряному бою, де Епштейн був сам проти 20 єгипетських винищувачів, йому вдалося збити чотири літаки за один виліт, перш ніж повернутися на базу через нестачу пального. 24 жовтня, очолюючи чотири реактивні літаки, що вилетіли з Хацора для патрулювання району Суецького каналу, Епштейн приєднався до повітряного бою між чотирма літаками під керівництвом офіцера ПС Ізраїлю Ісраелем Багаровим і 22 єгипетськими МіГ-21. 20 МіГів збили під час повітряного бою, три з них збив Епштейн, жоден з восьми ізраїльських літаків (включно з двома, що приєдналися ближче до кінця бою) не втратили. Вісім повітряних перемог Епштейн здобув на французькому винищувачі Mirage III з трикутним крилом, розробленим переважно як висотний перехоплювач. Інші дев'ять здобув на IAI Nesher, ізраїльській версії Mirage 5. П'ять перемог здобув збиттям за допомогою ракет класу «повітря-повітря», решта — з гармати.

## Пізніша кар'єра

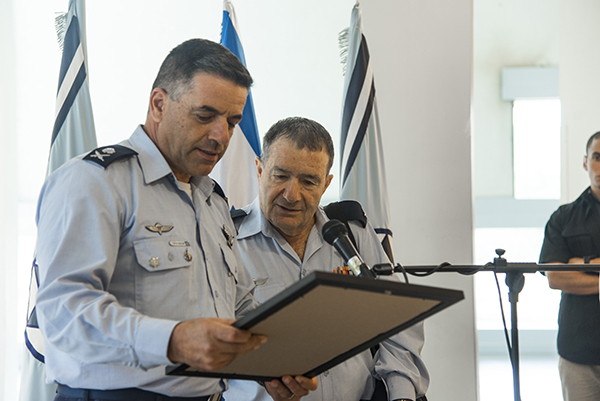
Командувач ПС Індії Амікам Норкін з Епштейном під час церемонії з нагоди його підвищення до бригадного генерала, вересень 2018 року

Після війни Судного дня Епштейн отримав медаль «За видатну службу», одну з найвищих військових нагород Ізраїлю. 1974 року призначений командиром 117-ї ескадрильї ПС Ізраїлю, а 1977 року пішов у відставку. Продовжив службу резервістом, а 1988 року отримав дозвіл пілотувати F-16. 1997 року пішов у відставку, здійснивши 9000 бойових вильотів і 5000 годин нальоту протягом своєї кар'єри. До 2003 року працював комерційним пілотом компанії El Al. 2018 року начальник штабу Армії оборони Ізраїлю Ґаді Айзенкот підвищив його до бригадного генерала.
Став головним героєм епізоду «Пустельні тузи» серіалу «Повітряні бої» на каналі History Channel. Епізод вперше вийшов в ефір 10 серпня 2007 року.

## Особисте життя та смерть
Жив у Рамат-га-Шароні. Був одружений на Сарі, яка служила в його ескадрильї оперативним офіцером. У пари було троє дітей. У зрілому віці брав участь у протестному русі пілотів.
Помер 19 липня 2025 року у 87 років.